# Afonso Eulálio
Afonso Eulálio (* 30. September 2001 in Figueira da Foz) ist ein portugiesischer Straßenradrennfahrer.

## Sportlicher Werdegang
Eulálio stammt aus der Gemeinde Ferreira-a-Nova und begann erst mit 14 Jahren verstärkt Rad zu fahren, nachdem er in der heimischen Serra da Boa Viagem begonnen hatte, Mountainbike zu fahren. Danach fand er Gefallen am Radsport, fuhr zunächst im Verein União Desportiva Lorvanense und danach in der Jugendabteilung des Teams Vito-Feirense (gehört zum CD Feirense), bevor er zwei Jahre lang in deren Profiteam war.
Es folgte 2022 ein Abstecher zu Glassdrive-Q8-Anicolor (heute Sabgal/Anicolor), danach kehrte er nach Santa Maria da Feira zurück, wo er seither für ABTF Betão - Feirense startet.
Nach ersten Teilnahmen 2020 an Rennen wie dem spanischen Circuito de Getxo oder dem Grande Prémio Internacional de Torres Vedras steigerte er sich und machte mit seinem zweiten Platz in der Jugendwertung bei der Portugal-Rundfahrt 2023 erstmals stärker auf sich aufmerksam (19. in der Gesamtklassifikation).
Das Jahr 2024 war dann durch größere Erfolge gekennzeichnet, darunter der 5. Platz in der Gesamtwertung bei der Asturien-Rundfahrt, der 9. Platz in der Gesamtwertung beim Circuito de Getxo, oder der zweite Platz beim GP Internacional de Torres Vedras (Sieger in der Nachwuchswertung). Insbesondere seine Leitungen in den Bergwertungen in der Serra da Estrela während der Portugal-Rundfahrt 2024 fanden Anerkennung und ließen Erwartungen in ihn als einen zukünftig erfolgreichen Berg- und Ausreißerfahrer entstehen. Es wurde dabei bekannt, dass Bahrain Victorious Eulálio in ihr Team holen möchte, als ersten Portugiesen in der noch jungen Teamgeschichte.

## Grand Tour-Platzierungen
| Grand Tour            | 2025 |
| --------------------- | ---- |
| Giro d’ItaliaGiro     | DNF  |
| Tour de FranceTour    | …    |
| Vuelta a EspañaVuelta | …    |